# Selling England by the Pound Tour
Die Selling England by the Pound Tour war eine Konzerttournee der britischen Progressive-Rock-Band Genesis. Auf dieser Tour stellten sie ihr namensgebendes Album Selling England by the Pound (1973) vor.

## Hintergrund
Die Tournee, die die Gruppe durch Europa und Nordamerika führte, begann am 19. September 1973 in Paris und endete am 6. Mai 1974 in New York City. Ursprünglich plante die Band mit einem neuen und aufwändigeren Bühnenbild als zuvor aufzutreten. Dabei sollten auf aufblasbaren Objekten Diaprojektionen gezeigt werden, doch eine Änderung der Brandschutzbestimmungen nach der Summerland-Katastrophe im August 1973 führte dazu, dass die Idee verworfen wurde. Letztendlich wurden für die Diaprojektionen weiße Leinentücher in Form von Segeln verwendet. Frontmann Peter Gabriel erfand zu den Liedern neue Geschichten, die er dem Publikum zwischen den Songs vortrug und er erweiterte seine schauspielerischen Einlagen durch verschiedene Kostüme, mit denen er die fiktiven Charaktere der Songs darstellte. Dazu gehörten unter anderem eine Verkleidung mit Helm und Schild, die die Britannia-Figur für Dancing With the Moonlit Knight darstellte. Am Ende von Supper’s Ready entschwebte Gabriel mithilfe einer Drahtvorrichtung der Bühne.
Die erste Show in Großbritannien sollte am 5. Oktober 1973 in Glasgow stattfinden, jedoch musste sie wegen elektrischer Sicherheitsprobleme wenige Minuten vor Beginn absagt und verschoben werden. Im Oktober 1973 sollten zwei Konzerte für eine spätere Kinoausstrahlung gefilmt werden, der Plan, den Film zu veröffentlichen, wurde jedoch von der Band verworfen, da sie der Meinung war, dass er nicht ihrem Standard als Liveband entsprach. Stattdessen spielte die Band vor geladenen Gästen in den Shepperton Studios ein Set mit fünf Liedern, das schließlich gefilmt und unter dem Titel Tony Stratton-Smith presents: Genesis in Concert ausgestrahlt wurde. Von Anfang November bis Mitte Dezember 1973 gab die Band Konzerte in Nordamerika und spielte dabei sechs Shows an drei Abenden im The Roxy in Los Angeles. Im Januar 1974 trat die Band an fünf Abenden im Theatre Royal Drury Lane auf.

## Liveaufnahmen
Aufnahmen der am 19. und 20. Oktober 1973 aufgezeichneten Konzerte im Londoner Rainbow Theatre erschienen 1998 auf der 4CD-Box Archive I – 1967–1975 sowie im 2009 veröffentlichten Boxset Live 1973-2007.

## Setlist

### Beispiel-Setlist
- Watcher of the Skies
- Dancing with the Moonlit Knight
- The Cinema Show
- I Know What I Like (In Your Wardrobe)
- Firth of Fifth
- The Musical Box
- Horizons
- More Fool Me
- The Battle of Epping Forest
- Supper’s Ready

Zugaben:
- The Return of the Giant Hogweed
- The Knife

## Tourdaten
| Nr.                 | Datum              | Stadt               | Land               | Veranstaltungsort            | Anmerkungen                     |
| Leg 1 – Europa      | Leg 1 – Europa     | Leg 1 – Europa      | Leg 1 – Europa     | Leg 1 – Europa               | Leg 1 – Europa                  |
| ------------------- | ------------------ | ------------------- | ------------------ | ---------------------------- | ------------------------------- |
| 1                   | 19. September 1973 | Paris               | Frankreich         | Olympia                      |                                 |
| 2                   | 22. September 1973 | Hamburg             | Deutschland        | Musikhalle                   |                                 |
| 3                   | 23. September 1973 | Osnabrück           | Deutschland        | Stadt-Theater                |                                 |
| 4                   | 25. September 1973 | Münster             | Deutschland        | Stadttheater                 |                                 |
| 5                   | 26. September 1973 | Hamm                | Deutschland        | Kurhaus Bad Hamm             |                                 |
| 6                   | 27. September 1973 | Darmstadt           | Deutschland        | Staatstheater                |                                 |
| 7                   | 29. September 1973 | Lausanne            | Schweiz            | Halle des Fêtes              |                                 |
| 8                   | 30. September 1973 | Frankfurt am Main   | Deutschland        | Festhalle                    |                                 |
| xx                  | 5. Oktober 1973    | Glasgow             | Schottland         | Apollo Theatre               | verlegt auf den 9. Oktober 1973 |
| 9                   | 6. Oktober 1973    | Manchester          | England            | Opera House                  |                                 |
| 10                  | 7. Oktober 1973    | Oxford              | England            | New Theatre                  |                                 |
| 11                  | 9. Oktober 1973    | Glasgow             | Schottland         | Apollo Theatre               |                                 |
| 12                  | 11. Oktober 1973   | Southampton         | England            | Gaumont Theatre              |                                 |
| 13                  | 12. Oktober 1973   | Bournemouth         | England            | Winter Gardens               |                                 |
| 14                  | 15. Oktober 1973   | Brighton            | England            | The Dome                     |                                 |
| 15                  | 16. Oktober 1973   | Bristol             | England            | Colston Hall                 |                                 |
| 16                  | 18. Oktober 1973   | Leicester           | England            | De Montfort Hall             |                                 |
| 17                  | 19. Oktober 1973   | London              | England            | Rainbow Theatre              |                                 |
| 18                  | 20. Oktober 1973   | London              | England            | Rainbow Theatre              |                                 |
| 19                  | 23. Oktober 1973   | Liverpool           | England            | Empire Theatre               |                                 |
| 20                  | 25. Oktober 1973   | Sheffield           | England            | City Hall                    |                                 |
| 21                  | 26. Oktober 1973   | Newcastle upon Tyne | England            | City Hall                    |                                 |
| 22                  | 28. Oktober 1973   | Birmingham          | England            | Hippodrome                   |                                 |
| 23                  | 30. Oktober 1973   | Shepperton          | England            | Shepperton Studios           |                                 |
| 24                  | 31. Oktober 1973   | Shepperton          | England            | Shepperton Studios           |                                 |
| Leg 2 – Nordamerika |                    |                     |                    |                              |                                 |
| 25                  | 7. November 1973   | Quebec City         | Kanada             | Le Capitole                  | 2 shows                         |
| 26                  | 7. November 1973   | Quebec City         | Kanada             | Le Capitole                  | 2 shows                         |
| 27                  | 8. November 1973   | Toronto             | Kanada             | Massey Hall                  |                                 |
| 28                  | 9. November 1973   | Kingston            | Kanada             | QUK Bartlett Gym             |                                 |
| 29                  | 10. November 1973  | Montréal            | Kanada             | Centre sportif de l’UQAM     |                                 |
| 30                  | 11. November 1973  | Buffalo             | Vereinigte Staaten | UB Auditorium                |                                 |
| 31                  | 13. November 1973  | Lawrence            | Vereinigte Staaten | Kosh Auditorium              |                                 |
| 32                  | 15. November 1973  | Upper Darby         | Vereinigte Staaten | Tower Theatre                |                                 |
| 33                  | 17. November 1973  | Medford             | Vereinigte Staaten | Cohen Auditorium             |                                 |
| 34                  | 18. November 1973  | Paramus             | Vereinigte Staaten | Bergen Community College     |                                 |
| 35                  | 22. November 1973  | New York City       | Vereinigte Staaten | Felt Forum                   |                                 |
| 36                  | 24. November 1973  | Princeton           | Vereinigte Staaten | McCarter Theatre             |                                 |
| 37                  | 26. November 1973  | Miami               | Vereinigte Staaten | Gusman Concert Hall          |                                 |
| 38                  | 27. November 1973  | Rochester           | Vereinigte Staaten | Institute of Technology      |                                 |
| 39                  | 29. November 1973  | Columbus            | Vereinigte Staaten | The Agora                    |                                 |
| 40                  | 30. November 1973  | Cleveland           | Vereinigte Staaten | Allen Theatre                |                                 |
| 41                  | 1. Dezember 1973   | Buffalo             | Vereinigte Staaten | New Gym                      |                                 |
| 42                  | 3. Dezember 1973   | Evanston            | Vereinigte Staaten | Cahn Auditorium              |                                 |
| 43                  | 7. Dezember 1973   | Fort Wayne          | Vereinigte Staaten | Student Union Ballroom       |                                 |
| 44                  | 8. Dezember 1973   | Ypsilanti           | Vereinigte Staaten | Pease Auditorium             |                                 |
| 45                  | 9. Dezember 1973   | Toledo              | Vereinigte Staaten | Hara Theatre                 |                                 |
| 46                  | 10. Dezember 1973  | Detroit             | Vereinigte Staaten | Ford Auditorium              |                                 |
| 47                  | 17. Dezember 1973  | West Hollywood      | Vereinigte Staaten | The Roxy Theatre             | 2 shows                         |
| 48                  | 17. Dezember 1973  | West Hollywood      | Vereinigte Staaten | The Roxy Theatre             | 2 shows                         |
| 49                  | 18. Dezember 1973  | West Hollywood      | Vereinigte Staaten | The Roxy Theatre             | 2 shows                         |
| 50                  | 18. Dezember 1973  | West Hollywood      | Vereinigte Staaten | The Roxy Theatre             | 2 shows                         |
| 51                  | 19. Dezember 1973  | West Hollywood      | Vereinigte Staaten | The Roxy Theatre             | 2 shows                         |
| 52                  | 19. Dezember 1973  | West Hollywood      | Vereinigte Staaten | The Roxy Theatre             | 2 shows                         |
| Leg 3 – Europa      |                    |                     |                    |                              |                                 |
| 53                  | 13. Januar 1974    | Bristol             | England            | Hippodrome                   |                                 |
| 54                  | 15. Januar 1974    | London              | England            | Theatre Royal Drury Lane     |                                 |
| 55                  | 16. Januar 1974    | London              | England            | Theatre Royal Drury Lane     |                                 |
| 56                  | 18. Januar 1974    | London              | England            | Theatre Royal Drury Lane     |                                 |
| 57                  | 19. Januar 1974    | London              | England            | Theatre Royal Drury Lane     |                                 |
| 58                  | 20. Januar 1974    | London              | England            | Theatre Royal Drury Lane     |                                 |
| 59                  | 26. Januar 1974    | Brüssel             | Belgien            | Forest National              |                                 |
| 60                  | 27. Januar 1974    | Hamburg             | Deutschland        | CCH                          |                                 |
| 61                  | 28. Januar 1974    | Winterthur          | Schweiz            | Eulachhalle                  |                                 |
| 62                  | 29. Januar 1974    | Genf                | Schweiz            | Victoria Hall                |                                 |
| 63                  | 30. Januar 1974    | Düsseldorf          | Deutschland        | Rheinhalle                   |                                 |
| 64                  | 31. Januar 1974    | Offenbach am Main   | Deutschland        | Stadthalle                   |                                 |
| 65                  | 3. Februar 1974    | Turin               | Italien            | Palasport                    |                                 |
| 66                  | 4. Februar 1974    | Reggio Emilia       | Italien            | Palasport                    |                                 |
| 67                  | 5. Februar 1974    | Rom                 | Italien            | Palasport                    |                                 |
| 68                  | 6. Februar 1974    | Neapel              | Italien            | Teatro Mediteranneo          |                                 |
| 69                  | 8. Februar 1974    | Winterthur          | Schweiz            | Salle Vaubier                |                                 |
| 70                  | 9. Februar 1974    | Marseille           | Frankreich         | Palais des Sports            |                                 |
| 71                  | 10. Februar 1974   | Lyon                | Frankreich         | Palais d’Hiver               |                                 |
| Leg 4 – Nordamerika |                    |                     |                    |                              |                                 |
| 72                  | 1. März 1974       | Passaic             | Vereinigte Staaten | Capitol Theatre              |                                 |
| 73                  | 2. März 1974       | Upper Darby         | Vereinigte Staaten | Tower Theatre                |                                 |
| 74                  | 3. März 1974       | Upper Darby         | Vereinigte Staaten | Tower Theatre                |                                 |
| 75                  | 4. März 1974       | Baltimore           | Vereinigte Staaten | East Wind Ballroom           |                                 |
| 76                  | 5. März 1974       | Washington, D.C.    | Vereinigte Staaten | Warner Theatre               |                                 |
| 77                  | 7. März 1974       | Fort Wayne          | Vereinigte Staaten | Sports Arena                 |                                 |
| 78                  | 8. März 1974       | Atlanta             | Vereinigte Staaten | Fox Theatre                  |                                 |
| 79                  | 9. März 1974       | Miami               | Vereinigte Staaten | Gusman Concert Hall          |                                 |
| 80                  | 12. März 1974      | Memphis             | Vereinigte Staaten | North Hall Auditorium        |                                 |
| 81                  | 17. März 1974      | Austin              | Vereinigte Staaten | Armadillo World Headquarters |                                 |
| 82                  | 20. März 1974      | Phoenix             | Vereinigte Staaten | Civic Plaza Assembly Hall    |                                 |
| 83                  | 21. März 1974      | Santa Monica        | Vereinigte Staaten | Civic Auditorium             |                                 |
| 84                  | 24. März 1974      | San Francisco       | Vereinigte Staaten | Winterland Ballroom          |                                 |
| 85                  | 26. März 1974      | Seattle             | Vereinigte Staaten | Center Coliseum              |                                 |
| 86                  | 27. März 1974      | Vancouver           | Kanada             | PNE Garden Auditorium        |                                 |
| 87                  | 2. April 1974      | New York City       | Vereinigte Staaten | Avery Fisher Hall            |                                 |
| 88                  | 3. April 1974      | Davenport           | Vereinigte Staaten | Orpheum Theatre              |                                 |
| 89                  | 5. April 1974      | Fort Wayne          | Vereinigte Staaten | Embassy Theatre              |                                 |
| 90                  | 6. April 1974      | Toledo              | Vereinigte Staaten | Student Union Auditorium     |                                 |
| 91                  | 7. April 1974      | Columbus            | Vereinigte Staaten | The Agora                    |                                 |
| xx                  | 9. April 1974      | Minneapolis         | Vereinigte Staaten | Guthrie Theatre              |                                 |
| 92                  | 10. April 1974     | Philadelphia        | Vereinigte Staaten | Spectrum                     |                                 |
| 93                  | 11. April 1974     | Chicago             | Vereinigte Staaten | Auditorium Theatre           |                                 |
| 94                  | 12. April 1974     | Indianapolis        | Vereinigte Staaten | Indiana Convention Center    |                                 |
| 95                  | 13. April 1974     | St. Louis           | Vereinigte Staaten | Kiel Opera House             |                                 |
| 96                  | 14. April 1974     | Kansas City         | Vereinigte Staaten | Memorial Hall                |                                 |
| 97                  | 16. April 1974     | Detroit             | Vereinigte Staaten | Ford Auditorium              |                                 |
| 98                  | 17. April 1974     | Evanston            | Vereinigte Staaten | McGaw Memorial Hall          |                                 |
| 99                  | 18. April 1974     | Quebec City         | Kanada             | Centre des Congrès           |                                 |
| 100                 | 19. April 1974     | Ottawa              | Kanada             | Civic Centre                 |                                 |
| 101                 | 20. April 1974     | Montréal            | Kanada             | Centre sportif de l’UQAM     |                                 |
| 102                 | 21. April 1974     | Montréal            | Kanada             | Centre sportif de l’UQAM     |                                 |
| 103                 | 22. April 1974     | Rochester           | Vereinigte Staaten | Auditorium Theatre           |                                 |
| 104                 | 24. April 1974     | Boston              | Vereinigte Staaten | Music Hall                   |                                 |
| 105                 | 25. April 1974     | Allentown           | Vereinigte Staaten | AG Hall                      |                                 |
| 106                 | 27. April 1974     | Buffalo             | Vereinigte Staaten | Century Theatre              |                                 |
| 107                 | 28. April 1974     | Cleveland           | Vereinigte Staaten | Allen Theatre                |                                 |
| 108                 | 29. April 1974     | Cleveland           | Vereinigte Staaten | Allen Theatre                |                                 |
| 109                 | 2. Mai 1974        | Toronto             | Kanada             | Massey Hall                  | 2 shows                         |
| 110                 | 2. Mai 1974        | Toronto             | Kanada             | Massey Hall                  | 2 shows                         |
| 111                 | 3. Mai 1974        | Pittsburgh          | Vereinigte Staaten | Syria Mosque                 |                                 |
| 112                 | 4. Mai 1974        | New York City       | Vereinigte Staaten | Academy of Music             |                                 |
| xx                  | 5. Mai 1974        | New York City       | Vereinigte Staaten | Academy of Music             | verlegt auf den 6. Mai 1974     |
| 113                 | 6. Mai 1974        | New York City       | Vereinigte Staaten | Academy of Music             |                                 |

## Band
- Tony Banks: Keyboards, Hintergrundgesang
- Phil Collins: Hintergrundgesang, Schlagzeug, Percussion, Gesang bei More Fool Me
- Peter Gabriel: Gesang, Flöte, Oboe
- Steve Hackett: Gitarre
- Mike Rutherford: Bass, Rhythmusgitarre, Hintergrundgesang